# Saison 4 de Better Call Saul
Chronologie
Saison 3 Saison 5
La quatrième saison de la série télévisée américaine Better Call Saul comporte 10 épisodes diffusés du 6 août au 8 octobre 2018 sur AMC, aux États-Unis.

## Synopsis
La série se centre sur la vie de Jimmy McGill, avocat sans envergure, avant qu'il ne devienne l'homme de loi véreux Saul Goodman et qu'il ne rencontre les futurs trafiquants de méthamphétamine Walter White et Jesse Pinkman.

## Distribution

### Acteurs principaux
- Bob Odenkirk (VF : Cyrille Artaux) : Jimmy McGill / Saul Goodman
- Jonathan Banks (VF : Féodor Atkine) : Mike Ehrmantraut
- Rhea Seehorn (VF : Sylvie Jacob) : Kim Wexler
- Patrick Fabian (VF : Nicolas Marié) : Howard Hamlin
- Michael Mando (VF : Nessym Guetat) : Nacho Varga
- Giancarlo Esposito (VF : Thierry Desroses) : Gustavo « Gus » Fring

### Acteurs récurrents
- Mark Margolis : « Don » Hector Salamanca
- Kerry Condon : Stacey Ehrmantraut
- Jeremiah Bitsui : Victor
- Javier Grajeda (VF : Wladimir Beltran) : Juan Bolsa
- Vincent Fuentes : Arturo

### Invités
- Ed Begley Jr. : Clifford Main
- Ann Cusack : Rebecca Bois
- Dennis Boutsikaris : Rick Schweikart
- Laura Fraser : Lydia Rodarte-Quayle
- Lavell Crawford : Huell Babineaux
- Daniel et Luis Moncada : Leonel et Marco Salamanca
- Ray Campbell : Tyrus Kitt
- Stefan Kapicic
- Tony Dalton : Eduardo « Lalo » Salamanca
- Julie Pearl : Suzanne Ericsen

## Liste des épisodes

### Épisode 1:Fumée
- États-Unis : 6 août 2018 sur AMC[2]
- France /  Belgique /  Suisse : 7 août 2018 sur Netflix

- États-Unis : 1,77 million de téléspectateurs[réf. souhaitée]

Séquence d'introduction, dans le futur : Jimmy (qui se fait appeler Gene) est hospitalisé après sa perte de connaissance mais les médecins ne lui trouvent rien. Il est nerveux quand le personnel de l'hôpital a du mal à saisir ses informations personnelles car il craint que sa fausse identité soit découverte.
Dans le présent : Howard apprend à Jimmy et Kim la mort de Chuck dans l'incendie de sa maison. Jimmy culpabilise et déprime. Howard organise les funérailles de Chuck et se confie auprès de Kim et Jimmy sur ses doutes. Il pense que la mort de Chuck n'est pas accidentelle et qu'il s'est suicidé après avoir été forcé de démissionner à la suite de leur dispute sur la police d'assurance. En voyant que Howard se sent responsable, Jimmy le laisse endosser cette responsabilité et retrouve le moral, sous le regard stupéfait de Kim.
Après la crise cardiaque de Hector Salamanca, les chefs du cartel laissent Nacho poursuivre les activités de trafic ; Gus a cependant des doutes sur sa loyauté et le fait suivre par Victor.

### Épisode 2:Respirez
- États-Unis : 13 août 2018 sur AMC
- France /  Belgique /  Suisse : 14 août 2018 sur Netflix

Jimmy commence à prospecter pour trouver un nouveau travail maintenant qu'il n'a plus l’autorisation d'exercer le droit. Il convainc les patrons d'une entreprise de photocopieuses de l’embaucher mais refuse finalement le poste car il trouve ses futurs employeurs trop naïfs.  Il a toutefois eu le temps de repérer une figurine Hummel d'une grande valeur. 
Kim, en présence de l'ex-femme de Chuck, rencontre Howard qui tente de lui confier la tâche d'annoncer à Jimmy qu'il ne sera pas le principal bénéficiaire de l'héritage de son frère ; elle exprime sa colère, reprochant à Howard de laisser sciemment Jimmy à l'écart, en ne lui laissant que de maigres consolations (comme récupérer des débris dans la maison incendiée) après des années à subir un traitement injuste.

### Épisode 3:Le Bavarois
Pour les articles homonymes, voir Bavarois (homonymie).
- États-Unis : 20 août 2018 sur AMC
- France /  Belgique /  Suisse : 21 août 2018 sur Netflix

Jimmy met au point un plan simple pour dérober la figurine Hummel dans l'entreprise de photocopieuses et demande à Mike de commettre le vol, mais ce dernier refuse poliment. Jimmy se tourne donc vers Ira, qui se retrouve coincé dans le bureau la nuit car l'un des propriétaires y dort, chassé de son domicile par sa femme. Jimmy s'emploie à créer une diversion en déclenchant l’alarme de la voiture puis en la faisant rouler seule vers un obstacle dans le parking, il permet ainsi à Ira de s'enfuir.
Victor et Tyrus mettent en scène la mort d'Arturo en la faisant passer pour une attaque en voiture à laquelle Nacho aurait survécu. Blessé de deux balles pour rendre l'histoire crédible, il est récupéré par les frères Salamanca qui l'amènent au vétérinaire Caldera. En réaction, Juan Bolsa craint que les routes de transit soient surveillées et pousse Gus à se fournir en drogue chez des producteurs locaux. Gus s'assure de la qualité d'échantillons de drogue auprès de Gale Boetticher, laborantin à l'université. Celui-ci lui dit être capable de produire une drogue de meilleure qualité mais Gus repousse temporairement cette solution.

### Épisode 4:Parler
- États-Unis : 27 août 2018 sur AMC
- France /  Belgique /  Suisse : 28 août 2018 sur Netflix

Jimmy accepte, après l'avoir préalablement refusé, un poste de responsable des ventes dans un magasin de téléphonie mobile où il s'ennuie vite faute de clients. Il retrouve plus tard Ira, qui a vendu la figurine Hummel pour un montant plus élevé que prévu et est donc prêt à accepter d'autres complicités de vol. Jimmy trouve comment vendre facilement de nouveaux téléphones en invoquant la confidentialité d'un téléphone non traçable.
Lassée et en doute sur Mesa Verde, Kim passe une journée au tribunal à suivre les affaires traitées par le juge Munsinger. Le vieux juge comprend qu'elle essaie de se souvenir pourquoi elle a choisi le droit et lui conseille de partir ou il la considérera comme disponible pour être commise d'office, mais elle reste présente aux auditions du juge.
Victor vend la drogue de Nacho au gang des Espinosa. Nacho affirme (au clan Salamanca) reconnaître un de ses agresseurs parmi eux. Les frères Salamanca déciment alors le gang, récupèrent la drogue et fuient au Mexique le temps que l'affaire se tasse et  que l'un d'eux, Marco, guérisse de ses blessures. Nacho comprend que le territoire vacant va être récupéré par Gus. Lors d’une entrevue avec Gus, il dit avoir compris sa stratégie d’accaparer tout le territoire, et Gus l’invite à se reposer avant de nouvelles actions. Alors qu'il est toujours blessé, Nacho se réfugie chez son père, qui renonce à appeler le 911, comprenant que son fils encourt de sérieux risques.

### Épisode 5:Sacrée aventure
- États-Unis : 3 septembre 2018 sur AMC
- France /  Belgique /  Suisse : 4 septembre 2018 sur Netflix

Séquence d'introduction, dans le futur : Saul vide son bureau d'avocat et détruit un maximum de dossiers compromettants. Une fois sa secrétaire partie, il sort un téléphone caché et appelle son contact pour disparaitre.
Jimmy parvient à vendre ses premiers téléphones en affirmant qu'ils sont protégés contre tout système d'écoute. Il a alors l'idée d'écouler ses stocks en les vendant dans la rue la nuit, y compris à des gangs, mais en partant, il se fait racketter et perd tout l'argent. Lors d'une visite chez son agent de probation, Jimmy croise Howard, épuisé par des nuits d'insomnie.
Kim accepte de défendre quelques cas comme avocate commise d'office, jusqu'à ce qu'un problème arrive avec les dossiers de Mesa Verde et qu'elle préfère mener son affaire à terme avant de retourner vers son principal client, mécontent de l’attitude de leur avocate. 

### Épisode 6:Piñatas
- États-Unis : 10 septembre 2018 sur AMC
- France /  Belgique /  Suisse : 11 septembre 2018 sur Netflix

Séquence d'introduction, dans le passé : Kim et Jimmy sont au service courrier de HHM, mais Kim est déjà décidée à faire ses preuves. Lassé de ne rien comprendre au monde du droit, Jimmy entre dans la bibliothèque du cabinet pour commencer à étudier le droit.
Jimmy continue de vendre des téléphones dans un magasin sans clients et Kim continue à partager son temps entre Mesa Verde et ses dossiers pénaux où elle est commise d'office. Trouvant plus de sens à défendre dans le pénal, Kim rejoint Schweikart et Cokely où elle va monter une unité d'avocats spécialisés dans la finance, une initiative qui lui permettra de gérer à la fois Mesa Verde et les cas criminels mais qui tue dans l'œuf le rêve de Jimmy de rouvrir un  jour un cabinet commun. Ce dernier apprend également la mort de Geraldine, une de ses premières clientes, collectionneuse de figurines Hummel, dont la mort le touche plus que celle de Chuck. Il passe chez HHM récupérer ses 5 000 dollars d'héritage et trouve Howard abattu ; il le remotive en l'insultant et lui rappelant que son seul talent est de se vendre. En parallèle, il piège les voyous qui l’avaient dépouillé en les effrayant pour qu'il puisse vendre ses téléphones en paix.

### Épisode 7:Un truc stupide
- États-Unis : 17 septembre 2018 sur AMC
- France /  Belgique /  Suisse : 18 septembre 2018 sur Netflix

Les mois passent avec la période de probation de Jimmy et Kim commence à s'installer chez Schweikart & Cokley, mais leur couple s'étiole. Début 2004, Kim n'a plus son plâtre, suit l'expansion de Mesa Verde tout en continuant la défense de cas où elle est commise d'office. Jimmy commence donc à prospecter pour monter son cabinet grâce à l'argent de la vente de rue des téléphones prépayés, qu'il vend sous le nom de Saul Goodman. Huell, son garde du corps, le surprend un jour à se disputer avec un policier en civil et le frappe à la tête avec son sac de courses. Jimmy veut dissuader Huell de fuir, car même une agression minime lui coûterait de la prison, et il demande à Kim de le défendre légalement, lui a encore les mains libres pour agir à sa façon. Kim essaie de négocier avec la procureure, sans succès, aussi elle commence à avoir une idée.
Gus suit de près l'évolution de Hector, réveillé et presque paralysé. Le Dr Bruckner veut continuer à guérir le corps mais Gus surprend dans la vidéo d'une séance de rééducation que Hector a piégé une infirmière pour regarder ses fesses ; comprenant que l'homme a encore toute sa tête, il décide d'interrompre les soins physiques.

### Épisode 8:Coushatta
- États-Unis : 24 septembre 2018 sur AMC
- France /  Belgique /  Suisse : 25 septembre 2018 sur Netflix

Pour défendre Huell, Jimmy et Kim montent ensemble un coup : Kim se montre décidée à sortir les grands moyens pour défendre son client en noyant le bureau de la procureure sous les requêtes et Jimmy fait un détour par la Louisiane pour faire envoyer au juge Lunsinger des dizaines de lettres de soutien d'une paroisse fictive dont Huell serait un membre éminent, avec faux site web et faux fidèles. Suzanne doit céder et accepter l'offre de Kim qui permet à Huell de sortir libre. Jimmy promet qu'il s'agit de sa dernière arnaque mais Kim, s'ennuyant un peu dans le droit bancaire avec Mesa Verde, veut recommencer pour retrouver l'excitation du risque.
Mike organise une sortie pour les ouvriers allemands dans un club de striptease. Il arrête tout quand un des ouvriers se saoule et commence à se battre mais surtout quand Werner, le chef de chantier, se laisse aller à quelques confidences avec d'autres clients sur les plans de construction, risquant de révéler l'existence du chantier. Mike rassure Gus Fring, lui promettant de renforcer la surveillance pendant que les travaux continuent.

### Épisode 9:Auf Wiedersehen!
Pour les articles homonymes, voir Auf Wiedersehen.
- États-Unis : 1er octobre 2018 sur AMC
- France /  Belgique /  Suisse : 2 octobre 2018 sur Netflix

Jimmy et Kim mettent au point une arnaque pour remplacer les plans du bâtiment de Mesa Verde à Lubbock au Texas par de nouveaux, prévoyant un bâtiment plus grand. Jimmy passe un entretien devant un comité pour récupérer sa licence d'avocat. En sortant, il a des doutes sur le verdict, il attend donc la fin de la délibération à l'extérieur. Peu après la fin de la délibération, il rattrape le dirigeant du comité qui lui apprend que sa demande est rejetée car il n'a pas été considéré comme sincère dans sa défense. Quand il revient sur l'entretien avec Kim, elle réalise qu'il n'a jamais évoqué Chuck, alors que la relation avec son frère défunt est directement liée à sa suspension. En colère, Jimmy accuse Kim de profiter de lui pour sortir de sa routine et elle se défend en rappelant qu'elle a toujours été là pour lui mais qu'il ne fait que se mettre dans des situations difficiles. La dispute étant allée loin, Jimmy décide de quitter le domicile conjugal mais Kim le retient et lui propose d'essayer de regagner ensemble sa licence d'avocat.
Lalo Salamanca prend ses aises à Albuquerque avec Nacho. Il offre une cloche de concierge à Hector, souvenir d'une des crises de colère de l'ancien Hector qui avait fini par tuer le propriétaire d'un hôtel et incendier le bâtiment. Puis il rend visite à Gus dans son restaurant pour le remercier de la prise en charge des traitements de Hector. Il propose à Gus de s'allier contre Don Eladio, leur fournisseur de drogue, mais Gus refuse et Lalo tente de faire passer sa proposition pour une plaisanterie. Enfin, il demande à Nacho de lui montrer l'élevage de poulets de Gus où la drogue leur est livrée.

### Épisode 10:Le Gagnant rafle tout
- États-Unis : 8 octobre 2018 sur AMC
- France /  Belgique /  Suisse : 9 octobre 2018 sur Netflix

Séquence d'introduction, dans le passé : Jimmy prête serment et devient avocat avec pour témoin Chuck. Ils passent la soirée dans un bar karaoké, où les deux frères McGill se retrouvent à chanter The Winner Takes It All d'ABBA. Jimmy finit ivre et ravi, mais l'enthousiasme de Chuck sonne faux.
Jimmy participe à un comité de HHM visant à désigner trois étudiants  bénéficiant d'une bourse mais il ne parvient pas à défendre une candidate motivée qui fut arrêtée pour vol à l'étalage. Jimmy retrouve la jeune fille pour lui annoncer la nouvelle en personne avant de la pousser à prendre sa revanche et ne jamais laisser ses erreurs passées la définir aux yeux des autres. Lors de son appel pour retrouver sa licence d'avocat, Jimmy commence à lire la lettre que son frère Chuck lui a laissé avec son testament avant d'en arrêter la lecture et de faire un discours émouvant sur l'admiration qu'il portait à son frère. Kim est bouleversée par le discours mais elle est stupéfaite en réalisant que Jimmy n'en pensait pas un mot. Jimmy récupère sa licence et annonce qu'il ne compte pas exercer sous son vrai nom.

## Accueil critique
Sur Allociné, la quatrième saison a obtenu une note de 4,2/5 avec 190 notes.
La quatrième saison, tout comme les trois précédentes, a été acclamée par la critique, notamment pour son rythme et le développement des personnages. Sur Rotten Tomatoes, la saison a été approuvée à 99 % avec une note moyenne de 8,93 sur 10 sur la base de 36 critiques. Le consensus critique du site indique : "Toujours aussi bien conçu et convaincant, Better Call Saul équilibre habilement la série qu'elle était et celle qu'elle deviendra inévitablement". 
Sur le site Metacritic, la saison a obtenu un score de 87 sur 100 sur la base de 16 critiques. 